# Línguas jukunoid
As línguas jukunoid são um ramo das línguas Benue-Congo faladas pelos Jukun e povos relacionados da Nigéria e de Camarões. Elas estão distribuídas principalmente pelo estado de Taraba, pela Nigéria e regiões vizinhas.
Suas consoantes nasais assimétricas são atípicas para a África Ocidental, como pode ser visto na língua Wapan.

## Relacionamentos externos
Gerhardt (1983) e Güldemann (2018) sugerem que o jukunoid pode na verdade fazer parte das línguas platoides, pois compartilha semelhanças com vários grupos platoides, especialmente o Tarokoid. No entanto, Blench (2005) argumenta que jukunoid é claramente separado do platoide.

## Classificação
A seguinte classificação é de Glottolog; o ramo Kororofa foi adicionado a partir do Ethnologue (Glottolog classifica as línguas kororofa, como jukun):
- Kuteb
- Central
  - Kpan-Icen: Etkywan (Icen), Kpan
  - Jukun–Mbembe–Wurbo
    - Jukun: Jukun (Jukun Takum), Jibu, Hõne, Wãpha, Jan Awei
    - Kororofa: Wannu, Wapan, Jiba
    - Mbembe (Tigon)
    - Wurbo: Como Karim, Jiru, Shoo-Minda-Nye

Ethnologue adiciona o ramo Yukubenic das línguas do Planalto como parte de um grupo Yukubenic-Kuteb baseado em Shimizu (1980), e Blench também segue esta classificação. Ethnologue também deixa a língua wurbo Shoo-Minda-Nye como não classificada dentro de Jukun – Mbembe – Wurbo, e inclui a língua benue-congolesa não classificada Tita em seu lugar.
A língua lau também foi relatado recentemente por Idiatov (2017).

## Números
Comparação de numerais em idiomas individuais:
| Classification               | Language             | 1      | 2      | 3         | 4     | 5      | 6                     | 7                 | 8                       | 9                  | 10          |
| ---------------------------- | -------------------- | ------ | ------ | --------- | ----- | ------ | --------------------- | ----------------- | ----------------------- | ------------------ | ----------- |
| Jukun-Mbembe-Wurbo, Jukun    | Hõne (Pindiga/Gwana) | zùŋ    | pyèːnè | sáːré     | nyẽ́   | sɔ́nɛ́   | sùnjé                 | sùnpyèːnè         | hūnnè                   | sīnyáu             | dùb         |
| Jukun-Mbembe-Wurbo, Jukun    | Jibu                 | zyun   | pyànà  | sàra      | yina  | swana  | sùnjin                | sùmpyànn          | awùyin                  | ajunndúbi          | dwib        |
| Jukun-Mbembe-Wurbo, Jukun    | Wapa (Wãpha)         | zùŋ    | pyĩ̀    | sā / sārā | nyìnā | swã̄nā  | ʃẽ̀ʒí                  | sémpyè            | sẽ̄sá                    | sínyáu             | ádùb        |
| Jukun-Mbembe-Wurbo, Kororofa | Jiba (Jibe / Kona)   | zũ̀ː    | pyèːnà | sàːr      | nyè   | són    | sùnʒé                 | sùmpyèːnà         | húhúnyè                 | zōrhōnnì           | dùb         |
| Jukun-Mbembe-Wurbo, Kororofa | Wapan Jukun          | dzun   | pyìnà  | tsara     | nyena | tswana | cìnjen / ʃìʒen (5+ 1) | tsùpyìn (5+ 2)    | tsùntsa (5+ 3)          | tsùnyò (5+ 4)      | dzwe        |
| Jukun-Mbembe-Wurbo, Mbembe   | Tigon Mbembe         | nzo    | pya    | sra       | nyɛ   | tʃwɔ́   | tʃwɔ́mbazo (5+ 1)      | tʃwɔ́mbapya (5+ 2) | ɛ́nyɛnyɛ (2 x 4) ??      | tʃwɔ́mnyɛ (5+ 4)    | dʒé         |
| Yukuben-Kuteb                | Akum                 | ájì    | afã̀    | ata       | aɲɪ̀   | acóŋ   | acóŋ jì (5+ 1)        | acóŋ afã̀ (5+ 2)   | acóŋ ata (5+ 3)         | acóŋ ɲì (5+ 4)     | īkùr(ù)     |
| Yukuben-Kuteb                | Kapya                | ūŋɡēmé | īfɡɔ̀   | ītà       | īɲɨɪ̀  | ìtú    | tú ŋɡì (5+ 1)         | tú ófɡõ (5+ 2)    | tú àtà (5+ 3)           | tú īɲɨɪ̀ (5+ 4)     | èbʲí / èbzí |
| Yukuben-Kuteb                | Kuteb (Kutev) (1)    | kínzō  | ífaẽ   | ítā       | índʒē | ítsóŋ  | ítsóŋ-ndʒō (5+ 1)     | ítsóŋ-ífaẽ (5+ 2) | ítsóŋ-ítā (5+ 3)        | ítsóŋ-ndʒē (5+ 4)  | ridʒwēr     |
| Yukuben-Kuteb                | Kuteb (Kutev) (2)    | kínzō  | ifaen  | itā       | inje  | itsóŋ  | itsóŋ-nzō (5+ 1)      | itsóŋ-faen (5+ 2) | itsóŋ-tā (5+ 3)         | itsóŋ-nje (5+ 4)   | rijwēr      |
| Yukuben-Kuteb                | Yukuben              | kítə́ŋ  | āpá(ŋ) | ātà, ārà  | ēnzì  | otòŋ   | (ō)̄tòŋ kíhín (5+ 1)   | (ō)̄tòŋ āpá (5+ 2) | (ō)̄tòŋ ātà / ārà (5+ 3) | (ō)̄tòŋ ēnzì (5+ 4) | kùr         |